# William L. Moran
William Lambert Moran (né à Chicago  le 11 août 1921  et mort à Brunswick le 19 décembre 2000) est un assyriologue américain.

## Biographie
En 1939, William L. Moran rejoint l'ordre jésuite puis fréquente l'université Loyola de Chicago où il obtient son BA en 1944. Après cela, entre 1946 et 1947 il enseigne le latin et le grec dans un lycée de Cincinnati puis reprend ses études à l'université Johns-Hopkins, obtenant un doctorat en 1950. Après de nouvelles études, il travaille en 1955 sur le Chicago Assyrian Dictionary et enseigne entre 1958 et 1966 les études bibliques à l'Institut biblique pontifical de Rome.
En 1966, il prend le poste de professeur d'assyriologie à l'université Harvard, comme spécialiste de la langue akkadienne. En 1970, Il se marie à Suzanne Drinker. En 1985, il est nommé professeur émérite  de sciences humaines et en 1996 membre de l'Académie américaine des arts et des sciences.
William L. Moran prend la retraite en 1990 et déménage à Brunswick, dans le Maine, où il meurt en 2000. En 2005, un livre de 224 pages intitulé Essais bibliques et orientaux à la mémoire de William L. Moran, édité par Agustinus Gianto pour Biblica et Orientalia 48 a été publié par  Roma: Pontificio Istituto Biblico pour honorer sa carrière et sa mémoire.

## Publications
Son doctorat, sous la direction de W.F. Albright, traite des glossines cananéennes dans les lettres amarniennes et est important pour la compréhension de l'hébreu biblique. Il publie aussi la traduction  et les commentaires de Lettres d'Amarna en 1992. Ces textes documentent la correspondance internationale et impériale des pharaons égyptiens à l'époque des rois Amenhotep III, Akhenaton et Toutânkhamon. De nombreux autres articles de revues concernent des études sur la littérature akkadienne, notamment l'épopée de Gilgamesh .